# Список римских триумфальных колонн
Ниже представлен список римских триумфальных колонн. 
Такие колонны представляли собой либо цельные сооружения, либо были составлены из барабанов; в последнем случае они были полыми и вмещали внутри винтовые лестницы, выходившие на верхнюю площадку.
Триумфальные колонны, наряду с более ранними триумфальными арками, играли важную политическую роль. Императоры возводили их в честь себя и тем самым увековечивали свои имена: вершину обычно увенчивала статуя правителя, а тело колонны украшалась рельефами с изображением его побед в различных войнах.
Первой триумфальной колонной была колонна Траяна (113 год н. э.), которая определила дальнейшую архитектурную форму остальных триумфальных колонн. Древнейшие триумфальные колонны расположены в Риме и Константинополе (ныне Стамбул), некогда столицах Римской и Византийской империй.

## Список
Размеры колонн даны в метрах. Однако, здесь стоит заметить, что в Римской империи при проектировании сооружений использовались другие единицы измерения — римские футы.
Колонны распределены в списке по дате их сооружения в порядке возрастания.
| Изображение | Год создания (н. э.) | Название              | Город           | Местоположение              | Высота     | Примечание                                                                                 |
| ----------- | -------------------- | --------------------- | --------------- | --------------------------- | ---------- | ------------------------------------------------------------------------------------------ |
|             | 113 год              | Колонна Траяна        | Рим             | Форум Траяна                | 35.07 м    | Эталон триумфальной колонны.                                                               |
|             | 161 год              | Колонна Антонина Пия  | Рим             | Марсово поле                | 14.75 м    | До наших дней сохранился только пьедестал.                                                 |
|             | До 193 года          | Колонна Марка Аврелия | Рим             | Площадь Колонны             | 39.72 м    | Построена непосредственно по образцу колонны Траяна.                                       |
|             | 268—337 годы         | Готская колонна       | Стамбул         | Парк Гюльхане               | 18.5 м     | Древнейший памятник римской эпохи в Стамбуле, сохранившийся невредимым до наших дней.      |
|             | 293/297 года         | Колонна Помпея        | Александрия     | Александрийский акрополь    | 26.85 м    | Ошибочно названа «Колонной Помпея» крестоносцами. Построена при Диоклетиане.               |
|             | 330 год              | Колонна Константина   | Стамбул         | Площадь Чемберлиташ         | 35 м       | Современное название «Чемберлиташ» означает «опоясанная колонна» или «обожжённая колонна». |
|             | 381—387 годы         | Колонна Феодосия      | Константинополь | Форум Феодосия              | около 40 м | Выполнена по образцу колонны Траяна.                                                       |
|             | 421 год              | Колонна Аркадия       | Константинополь | Форум Аркадия               | более 50 м | Демонтирована в 1715 году по указу турецкого правительства.                                |
|             | 455 год              | Колонна Маркиана      | Стамбул         | Форум Маркиана / Форум Льва | 17 м       | Вырезана из красно-серого египетского гранита.                                             |
|             | 543 год              | Колонна Юстиниана     | Константинополь | Площадь Августеон           | 70 м       | Опрокинута турками в XVI веке.                                                             |
|             | 608 год              | Колонна Фоки          | Рим             | Римский форум               | 13,6 м     | Последнее дополнение к архитектурному комплексу Римского форума.                           |